# Exoprosopa mus
Exoprosopa mus är en tvåvingeart som beskrevs av Charles Howard Curran 1930. Exoprosopa mus ingår i släktet Exoprosopa och familjen svävflugor. Inga underarter finns listade i Catalogue of Life.